# Фуфель
«Фуфель» — радянський художній фільм 1990 року, знятий режисером Борисом Небієрідзе на студіях «Укртелефільм» та «Либідь».

## Сюжет
Дія фільму відбувається наприкінці 1990-х років в одному з тих міст, які було заведено називати «всесоюзними оздоровницями». Вийшовши з в'язниці, де сидів за виготовлення «фуфелей» (копій картин), хлопець вирішує розпочати чесне життя. Але мафія не хоче втрачати хорошого фахівця і знайомить його з танцівницею з нічного кабаре.

## У ролях
- Євген Леонов-Гладишев — Віктор Лагін, художник
- Світлана Копилова — Марина Шахова, танцівниця вар'єте
- Леонід Кулагін — Костянтин Кирилович Уваров, кримінальний шеф
- Станіслав Садальський — Ігор Долгополов, «Довгий», «шістка»
- Наталія Данилова — Юлія Сергіївна Силіна, слідчий
- Володимир Івашов — Володимир Анатолійович Русінов, слідчий
- Ігор Дмитрієв — Арвід Янович Лещенко, нумізмат
- Валентин Макаров — Гуров
- Олексій Стичкін — Пайментс
- Юрій Ніколайшвілі — «Звір», бандит
- Сергій Пономаренко — «Хрял», бандит
- Юлія Ткаченко — мати Лагіна
- Лілія Дашивець — Марина
- Володимир Ямненко — ґвалтівник
- Євген Москаленко — епізод
- Наталія Кудря — сусідка Марини
- Леонід Яновський — Григорій Ященко
- Юрій Мажуга — Павло Петрович, прокурор

## Знімальна група
- Режисер — Борис Небієрідзе
- Сценарист — Анатолій Ромов
- Оператор — Ігор Приміський
- Композитор — Ігор Стецюк